# Bruine taling
De bruine taling (Anas chlorotis) is een eend uit de familie van de Anatidae. Het is een endemische vogelsoort van Nieuw-Zeeland. In het Maori, wordt deze vogel aangeduid als Pāteke. 

## Beschrijving
De bruine taling lijkt sterk op de aucklandtaling en werd vroeger wel als een ondersoort beschouwd. De vogel is 48 cm lang. Zowel het mannetje als het vrouwtje zijn bruin gekleurd. Het mannetje heeft in de broedtijd een groenachtige glans op de kop en de hals. Beide seksen hebben een witte oogring, het oog zelf is zwart. Op de vleugel is een groen gekleurde spiegel, afgebiesd met een smalle witte band. De snavel heeft een grijze metaalkleur met zwart op de bovensnavel. De poten zijn donkergrijs. 

## Leefwijze
De bruine taling is 's nachts actief omdat er dan minder van de oorspronkelijk op Nieuw-Zeeland aanwezige roofdieren (vooral vogelsoorten) op jacht zijn. De bruine taling voedt zich met ongewervelde dieren zoals waterinsecten, hun larven, schaaldieren en weekdieren. Met zijn spiermaag is hij in staat om schelpen te malen. 

## Voorkomen en leefgebied
De bruine taling kwam tot 1890 overal in Nieuw-Zeeland voor. Tussen 1890 en 1930 kromp het leefgebied enorm in door het droogleggen van draslanden en door een onverminderde jachtdruk. Dit laatste ondanks een jachtverbod dat in 1921 werd ingesteld. Daarna kwamen er nieuwe bedreigingen in de vorm van ingevoerde predatoren zoals kat, hond en marterachtigen die vaak ook 's nachts actief zijn. 

## Status
Rond 2004 komen alleen aanzienlijke populaties van de bruine taling voor op Great Barriereiland (600 exemplaren), Northland (600 ex.) en Coromandel (700 ex.). Er vormen zich op kleinere eilanden nieuwe populaties. Rond 2012 lijken de aantallen te stabiliseren en iets toe te nemen. De IUCN heeft in daarom in 2015 de status op de Rode Lijst bedreigd veranderd in gevoelig.